# Leptotarsus subvittatus
Leptotarsus subvittatus är en tvåvingeart som först beskrevs av Alexander 1939.  Leptotarsus subvittatus ingår i släktet Leptotarsus och familjen storharkrankar. Inga underarter finns listade i Catalogue of Life.